# レクサム (カウンティ・バラ)
レクサム・カウンティ・バラ （英語:Wrexham County Borough、ウェールズ語:Bwrdeistref Sirol Wrecsam）は、ウェールズ北東部のカウンティ・バラ。人口は136,055人。その50％弱がタウンのレクサムに集中する。カウンティ・バラは1996年4月1日に創設され、バラのステータスは、150年以上前に既に認められていたレクサム・タウンのものを引き継いだ。

## 姉妹都市
- イーザーローン、ドイツ
- ラチブシュ、ポーランド